# Dave Wilson (natation)
Pour les articles homonymes, voir Dave Wilson et Wilson.
Dave Wilson, né le 5 octobre 1960 à Torrance, est un nageur américain.

## Palmarès

### Jeux olympiques
- Los Angeles 1984
  -  Médaille d'argent en 100 m dos.
  -  Médaille d'or en 4 × 100 m 4 nages (participation aux séries)[1].